# Konstantin von Schachtmeyer
Konstantin Adalbert Karl Franz von Schachtmeyer (* 5. Juli 1826 in Danzig; † 1. Januar 1917 in Charlottenburg) war ein preußischer Generalmajor.

## Leben

### Herkunft
Er war der Sohn des späteren preußischen Oberstleutnants a. D. Franz Gottlieb von Schachtmeyer (* 4. Oktober 1784 in Suchwronzek; † 5. September 1866 in Thorn) und dessen Ehefrau Johanna Auguste Ottilie, geborene von Pelet-Narbonne (* 28. Oktober 1802 in Pasewalk; † 8. Juni 1838 in Bromberg). Sie war die Tochter des preußischen Generalmajors Friedrich Wilhelm von Pelet (1745–1820).

### Militärkarriere
Nach seiner Erziehung im elterlichen Hause trat Schachtmeyer am 19. Januar 1846 als Musketier in das 7. Infanterie-Regiment der Preußischen Armee ein. Dort wurde er am 5. September 1846 zum Portepeefähnrich ernannt und am 31. März 1848 zum Sekondeleutnant befördert. Im gleichen Jahr nahm Schachtmeyer mit seinem Regiment während der Niederschlagung des Aufstandes in Posen am Gefecht bei Miloslaw teil. In den kommenden Jahren folgten verschiedene Kommandierungen. Vom April 1851 für ein Jahr zum 5. kombinierten Reservebataillon sowie 1854/55 zu den Gewehrfabriken Potsdam und Spandau. Während seiner Kommandierung zur Gewehrfabrik Danzig von Januar 1859 bis Ende November 1860 wurde Schachtmeyer am 12. April 1859 zum Premierleutnant befördert. Mit seiner Beförderung zum Hauptmann am 23. Februar 1861 folgte seine Versetzung in das 2. Niederschlesische Infanterie-Regiment Nr. 47. Hier versah Schachtmeyer seinen Dienst als Chef der 11. Kompanie. Diese Kompanie führte er auch 1866 im Krieg gegen Österreich bei Nachod, Skalitz, Schweinschädel, Gradlitz und Königgrätz. Nach dem Friedensschluss erhielt er für seine Leistungen am 20. September 1866 den Roten Adlerorden IV. Klasse mit Schwertern und übernahm innerhalb des Regiments die 8. Kompanie. Als Major wurde Schachtmeyer am 22. Juli 1870 Kommandeur des II. Bataillons im 1. kombinierten Westpreußischen Landwehr-Regiments Nr. 6 in Muskau. Während des folgenden Krieges gegen Frankreich fungierte er bis Anfang Oktober 1870 als Führer des 1. Niederschlesischen Landwehr-Regiments Nr. 46. Er kam mit diesem Verband bei der Belagerung von Metz sowie den Kämpfen bei Noisseville zum Einsatz. Ausgezeichnet mit dem Eisernen Kreuz II. Klasse kämpfte Schachtmeyer anschließend in der Schlacht bei Bellevue.
Nachdem das 2. Niederschlesische Infanterie-Regiment Nr. 47 seine neue Garnison in Straßburg bezogen hatte, wurde Schachtmeyer am 21. September 1871 zum Kommandeur des Füsilier-Bataillons ernannt. Innerhalb des Regiments erhielt er am 1. April 1874 das Kommando über das II. Bataillon und wurde in dieser Stellung am 22. März 1876 zum Oberstleutnant befördert. Als solcher folgte am 3. Februar 1880 unter Ernennung zum Kommandeur des 3. Pommerschen Infanterie-Regiments Nr. 14 seine Versetzung nach Stralsund.
Am 13. April 1885 gab Schachtmeyer dieses Regiment ab und wurde unter Verleihung des Charakters als Generalmajor mit Pension zur Disposition gestellt. Er erhielt am 24. Juni 1913 anlässlich des Truppenjubiläums des Infanterie-Regiments „Graf Schwerin“ (3. Pommersches) Nr. 14 den Kronenorden II. Klasse. Außerdem war Schachtmeyer Ehrenritter des Johanniterordens sowie Inhaber des Ehrenkreuzes III. Klasse des Fürstlichen Hausordens von Hohenzollern und des Roten Adlerordens III. Klasse mit Schwertern am Ringe.

### Familie
Schachtmeyer hatte sich am 2. März 1852 in Posen mit Marie Luise Messenberg (* 27. März 1829 in Posen) verheiratet. Die Ehe blieb kinderlos. Seine Frau befand sich aufgrund von Geisteskrankheit mehrere Jahre in einer Irrenanstalt.